# Cordia fasciata
Cordia fasciata là loài thực vật có hoa trong họ Mồ hôi. Loài này được Leonard & Alain mô tả khoa học đầu tiên năm 1968.